# 有銘兼久
有銘 兼久（ありめ かねひさ、1978年9月27日 - ）は、沖縄県那覇市出身の元プロ野球選手（投手）。楽天アカデミーコーチ。野球解説者。

## 経歴

### プロ入り前
浦添商業高校では2年秋に県大会優勝。卒業後は大仙へ入社するが、同社野球部の廃部に伴い、1999年に九州三菱自動車硬式野球部へ移籍した。2000年に帆足和幸と台頭し、帆足が西武ライオンズへ入団した後はエースとなる。チームは九州予選で敗退したが、日産自動車九州の補強選手に選ばれ、第71回都市対抗野球大会に出場した。都市対抗1回戦で前年度覇者の三菱ふそう川崎硬式野球部を相手に先発として好投し、チームの勝利に貢献した。
2001年度ドラフト会議にて大阪近鉄バファローズから3巡目指名を受けて入団した。背番号は13。

### 近鉄時代
2002年は一軍登板はなかった。
2003年7月18日の対オリックス・ブルーウェーブ戦（大阪ドーム）で初登板し、2/3回を無失点。その後は一軍で中継ぎ、または左打者へのワンポイントで起用されたが勝ち星を挙げられず、18試合で3敗、防御率7.83と結果を残せなかった。
2004年には14試合に登板したが投球回を上回る四球を与えるなど、制球難に苦しんだ。シーズン終了後、選手分配ドラフトにおいて東北楽天ゴールデンイーグルスへ移籍した。背番号は26。

### 楽天時代

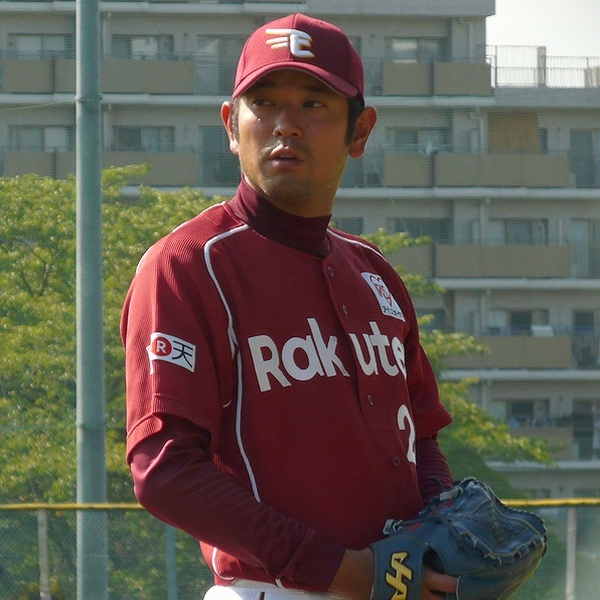
楽天時代（2010年8月）

2005年、移籍後初登板は開幕2戦目の対千葉ロッテマリーンズ戦（千葉マリンスタジアム）で、2回から救援登板するも連打を打たれて即日二軍降格となった（試合も0-26で大敗）。一軍復帰後しばらくは中継ぎで起用されていたが7月17日の対北海道日本ハムファイターズ戦（札幌ドーム）で先発すると、9回無失点の好投を見せて首脳陣の信頼を得る。この後は先発ローテーションに定着すると、同年7月31日の対西武ライオンズ戦（インボイスSEIBUドーム）でプロ初勝利を初完投・初完封で飾り（楽天球団初の完封勝利）、有銘自身もプロ初登板から続いていた連敗を9で止めた。この年は37試合に登板して3勝10敗と大きく負け越したものの12試合で先発し、4完投を記録するなど自身の乱調から敗れる試合が少なく、夏場以降は安定感を見せて自己最多の125回の投球回数を記録した。
2006年8月25日の対ロッテ戦（フルキャストスタジアム宮城）で先発すると、延長12回・188球を投げ切って17奪三振1失点の好投（試合は引き分けに終わった）を見せるなど、粘りの投球が目立つようになった。この年は30試合に登板し2勝6敗4ホールド、防御率4.47と安定感のなさは相変わらずだった。シーズン終了後は朝井秀樹・河田寿司と共にハワイ・ウィンターリーグへ参加した。ハワイではホノルル・シャークスに所属し、リーグ最多タイの4勝・リーグ最多の48回を投げ、防御率2.63（リーグ4位）と結果を残した。
2007年は開幕ローテーションに入りすると4月3日の対日本ハム戦（フルキャストスタジアム宮城）でシーズン初勝利を挙げた。この試合は、この年に楽天先発の左腕投手が挙げた唯一の白星となった。4月10日の対西武戦（フルキャストスタジアム宮城）では3回持たずに降板するなど先発としての役目を果たせず、以降は中継ぎに配置転換された。6月8日の対読売ジャイアンツ戦（東京ドーム）で高橋尚成から中前安打を放ってプロ初安打を記録した。7月11日の対福岡ソフトバンクホークス戦（北九州市民球場）で先発して以降はシーズン終了まで、渡邉恒樹・山村宏樹・永井怜と共に中継ぎで登板し、チームの8月の勝ち越しに貢献した。この年は52試合に登板して1勝8敗8ホールドと負け越したが防御率4.17の成績を残し、初めてシーズン通して一軍に帯同した。
2008年は開幕一軍を逃したものの、前年65試合に登板した渡邉恒樹が離脱したため左の中継ぎとして大車輪の活躍が求められた。また、チームに抑え投手が不在であることから度々抑えを任され、5月7日の対ソフトバンク戦（クリネックススタジアム宮城）でプロ初セーブを記録した。左打者へのワンポイントで登板するなど起用が固定されなかったが全体的に安定した働きを見せ、リーグ最多の66試合に登板して安定感抜群の防御率2.05、チーム最多の19ホールドポイントを記録するなど前年を大きく上回る自己最高の成績を残した。
2009年は開幕から主に中継ぎとして登板するが、6月7日の対巨人戦（東京ドーム）では2007年7月11日以来となる先発登板を果たして3回無失点に抑えた。前半戦だけで防御率2.36という好成績を評価され、監督推薦によってプロ8年目でオールスター戦に初選出された。しかし、オールスター戦では一死しか奪えず3安打2四球を許して降板した。その後は調子を落とし、後半戦になると安定していた制球力が悪化し、左打者へのワンポイントで登板したにもかかわらず四球を与えてそのまま降板したり、打ち込まれるケースが増加した。最終的には、54試合に登板して前年を上回るチーム最多の20ホールドポイントを挙げたものの防御率5.15と大幅に悪化した。
2010年は開幕を一軍で迎えて安定した投球を続けるが故障離脱や同じ左腕の片山博視の台頭もあり、前年までの登板数を大きく下回り13試合しか登板できなかった。
2011年6月18日の対阪神タイガース戦（阪神甲子園球場）では、6回裏に3番手で登板してクレイグ・ブラゼルを二飛に打ち取り、7回裏の攻撃前に降雨コールドとなったため2年ぶりのセーブが記録された。18試合の登板に留まったが、防御率は1点台だった。
2012年は開幕を二軍で迎え、6月3日にようやく一軍登録されると6月5日の対阪神戦（クリネックススタジアム宮城）の9回表に4番手として登板。平野恵一に押し出しの四球を与えただけで降板するとすぐに再降格する。その後は一軍復帰を果たすことができず、10月2日に球団から戦力外通告を受けた。その後、11月9日にクリネックススタジアム宮城で行われた12球団合同トライアウトに参加したが、獲得に動く球団は現れず、現役を引退した。

### 引退後
球団職員として楽天に留まり、2013年1月27日、楽天イーグルスベースボールスクールのジュニアコーチ就任が発表された。
2015年は楽天時代のチームメイトでもある木谷寿巳・塩川達也と共に社会人野球のTFUクラブに加入し、同チームの全日本クラブ野球選手権大会出場に貢献。本大会でも登板を果たしている。
2016年1月8日より、独立リーグ・ベースボール・チャレンジ・リーグの信濃グランセローズに投手コーチとして同年のシーズン終了まで楽天より派遣された。予定通りシーズン終了後に退団したが、2017年及び2018年も再度同じ役職で派遣されることとなった。
2019年からは楽天の打撃投手を務める。
2020年からは楽天イーグルスアカデミーのコーチに就任。その傍らJ SPORTSの野球解説者として活動も兼任する。
2025年からは楽天の二軍投手コーチを務める。背番号は94。

## 人物・エピソード
- 大阪近鉄バファローズからドラフト指名の報告を受けた際は、仕事中で得意先を回っていたほか、妻が次女を妊娠中だった。
- 野村克也と出会って変わった点の1つとして、伸ばしていた髭を剃るようになったことを挙げている。また、野球に取り組む上でのモットーは「いつでも全力を出す」こと。秋季キャンプでは掛け声が他選手より大きく、それに対して観客から拍手をもらっている[10]。
- 普段はウチナーヤマトグチで話す。このため、有銘のトークショーは身振りが面白く、いつも多くの人を集めている。
- 近鉄時代から毎年、春季キャンプ前は宮古島で自主トレーニングを行っている。
- オールスター初出場時、一死しか取れずに降板した際、近鉄時代の先輩である大村直之から言われ、ベンチで正座をしていた。
- 現役時代は独特なフォームで大きく曲がるスライダーを武器にしており、好調時はスイスイ打ち取るもコントロールが悪く一度乱れるとそのまま四球を連発するなどして崩れるパターンが多かった。楽天時代の2011年8月17日の西武戦では8回から登板するも先頭の秋山翔吾に四球を与えて交代となった。この試合は引き分けに終わり有銘の制球難が響いた訳ではなかったが、試合後に監督の星野仙一から「四球を出してどうするんだ。バカヤロウ！1人くらいきちっと投げろ」と激怒された[11][注 1]。

## 詳細情報

### 年度別投手成績
| 年 度      | 球 団      | 登 板 | 先 発 | 完 投 | 完 封 | 無 四 球 | 勝 利 | 敗 戦 | セ 丨 ブ | ホ 丨 ル ド | 勝 率 | 打 者 | 投 球 回 | 被 安 打 | 被 本 塁 打 | 与 四 球 | 敬 遠 | 与 死 球 | 奪 三 振 | 暴 投 | ボ 丨 ク | 失 点 | 自 責 点 | 防 御 率 | W H I P |
| ---------- | ---------- | ----- | ----- | ----- | ----- | -------- | ----- | ----- | -------- | ----------- | ----- | ----- | -------- | -------- | ----------- | -------- | ----- | -------- | -------- | ----- | -------- | ----- | -------- | -------- | ------- |
| 2003       | 近鉄       | 18    | 1     | 0     | 0     | 0        | 0     | 3     | 0        | --          | .000  | 111   | 23.0     | 31       | 7           | 15       | 1     | 1        | 26       | 0     | 0        | 20    | 20       | 7.83     | 2.00    |
| 2004       | 近鉄       | 14    | 2     | 0     | 0     | 0        | 0     | 3     | 0        | --          | .000  | 136   | 26.2     | 31       | 1           | 25       | 0     | 3        | 19       | 2     | 0        | 16    | 15       | 5.06     | 2.10    |
| 2005       | 楽天       | 37    | 12    | 4     | 1     | 0        | 3     | 10    | 0        | 2           | .231  | 540   | 125.0    | 130      | 15          | 42       | 4     | 5        | 88       | 3     | 0        | 79    | 72       | 5.18     | 1.38    |
| 2006       | 楽天       | 30    | 12    | 2     | 1     | 0        | 2     | 6     | 0        | 4           | .250  | 377   | 86.2     | 97       | 6           | 28       | 0     | 3        | 80       | 1     | 0        | 46    | 43       | 4.47     | 1.44    |
| 2007       | 楽天       | 52    | 10    | 0     | 0     | 0        | 1     | 8     | 0        | 8           | .111  | 414   | 95.0     | 103      | 10          | 35       | 3     | 8        | 73       | 1     | 0        | 49    | 44       | 4.17     | 1.45    |
| 2008       | 楽天       | 66    | 0     | 0     | 0     | 0        | 2     | 2     | 2        | 17          | .500  | 179   | 44.0     | 33       | 2           | 17       | 4     | 3        | 45       | 1     | 0        | 10    | 10       | 2.05     | 1.14    |
| 2009       | 楽天       | 54    | 1     | 0     | 0     | 0        | 0     | 2     | 3        | 20          | .000  | 194   | 43.2     | 33       | 3           | 27       | 2     | 8        | 42       | 1     | 0        | 25    | 25       | 5.15     | 1.37    |
| 2010       | 楽天       | 13    | 0     | 0     | 0     | 0        | 0     | 0     | 0        | 4           | ----  | 35    | 8.0      | 7        | 0           | 3        | 1     | 1        | 12       | 1     | 0        | 3     | 3        | 3.38     | 1.25    |
| 2011       | 楽天       | 18    | 0     | 0     | 0     | 0        | 1     | 0     | 1        | 2           | 1.000 | 53    | 13.1     | 11       | 0           | 6        | 0     | 0        | 9        | 0     | 0        | 2     | 2        | 1.35     | 1.27    |
| 2012       | 楽天       | 1     | 0     | 0     | 0     | 0        | 0     | 0     | 0        | --          | ----  | 1     | 0.0      | 0        | 0           | 1        | 0     | 0        | 0        | 0     | 0        | 0     | 0        | ----     | ----    |
| 通算：10年 | 通算：10年 | 303   | 38    | 6     | 2     | 0        | 9     | 34    | 6        | 57          | .209  | 2040  | 465.1    | 476      | 44          | 199      | 15    | 32       | 394      | 10    | 0        | 250   | 234      | 4.53     | 1.45    |

- 各年度の太字はリーグ最高

### 記録
投手記録
- 初登板：2003年7月18日、対オリックス・ブルーウェーブ16回戦（大阪ドーム）、9回表一死より4番手で救援登板・完了、2/3回無失点
- 初奪三振：同上、9回表に葛城育郎から
- 初先発：2003年9月6日、対オリックス・ブルーウェーブ25回戦（Yahoo!BBスタジアム）、3回1/3を4失点で敗戦投手
- 初ホールド：2005年4月30日、対西武ライオンズ7回戦（フルキャストスタジアム宮城）、6回表に3番手で救援登板、3回無失点
- 初勝利・初完投勝利・初完封勝利：2005年7月31日、対西武ライオンズ13回戦（インボイスSEIBUドーム）
- 初セーブ：2008年5月7日、対福岡ソフトバンクホークス8回戦（クリネックススタジアム宮城）、9回表に3番手で救援登板・完了、1回無失点

打撃記録
- 初安打：2007年6月8日、対読売ジャイアンツ2回戦（東京ドーム）、3回表に高橋尚成から中前安打

その他の記録
- オールスターゲーム出場：1回（2009年）

### 背番号
- 13（2002年 - 2004年）
- 26（2005年 - 2012年）
- 77（2016年 - 2018年）
- 100（2019年）
- 94（2025年[9] - ）

### 登場曲
- 『ギザギザハートの子守唄』チェッカーズ（2007年初案）
- 『め組のひと』ラッツ&スター（2007年 - 2012年）